# Museo del Aloe de Aruba
El Museo del Aloe de Aruba es un museo ubicado al noroeste de Oranjestad, en Aruba. Ofrece información sobre el aloe vera, una planta que se cultiva en esa isla desde hace más de 160 años y una descripción general del proceso de cultivo en la isla. Está ubicado en la Fábrica de Aloe de Aruba (Aruba Aloe Factory), perteneciente a Aruba Aloe Balm NV, junto a los campos de producción de la Hato Plantation.
Esta planta se introdujo alrededor de 1800 y resultó que el clima cálido y seco y la composición del suelo eran muy adecuados para el establecimiento de plantaciones comerciales. La planta también se volvió salvaje en la isla. Inicialmente, la resina se cosechó como laxante. Más tarde se descubrió que el aceite tiene un efecto beneficioso sobre la piel. La cantidad de ingrediente activo por planta en Aruba es una vez y media más alta que en otras partes del mundo.
En abril de 2021, Aruba Aloe Balm NV fue la primera empresa de Aruba en recibir el título como Proveedor Real.

## Exposiciones
La historia del cultivo y la producción actual se explica en el museo.
La visita al museo es gratuita; hay guías turísticos en inglés, holandés, español y papiamento cada 15 minutos, que ofrecen el recorrido por el museo. El museo está abierto de 8:00 a. m. a 4:30 p. m. de lunes a viernes. Los sábados, el museo está abierto de 9 a. m. a 4 p. m. El museo está cerrado los domingos. Durante el recorrido, se visitan el museo y la fábrica y se puede ver el proceso de producción como se viene desarrollando desde hace mucho tiempo. Se visita la sala donde se corta y procesa la planta de aloe, así como el laboratorio de pruebas y el departamento donde se realiza el envasado y almacenamiento. En el propio museo hay una exposición permanente sobre la historia del cultivo de aloe vera en Aruba.